# ريتشارد ويلسون (مخرج)
ريتشارد ويلسون (بالإنجليزية: Richard Wilson)‏ هو منتج أفلام ومخرج أمريكي، ولد في 25 ديسمبر 1915 في ماكيسبورت في الولايات المتحدة، وتوفي في 22 أغسطس 1991 في سانتا مونيكا في الولايات المتحدة بسبب سرطان البنكرياس.

## وصلات خارجية
- ريتشارد ويلسون على موقع IMDb (الإنجليزية)
- ريتشارد ويلسون على موقع ألو سيني (الفرنسية)
- ريتشارد ويلسون على موقع تيرنر كلاسيك موفيز (الإنجليزية)
- ريتشارد ويلسون على موقع أول موفي (الإنجليزية)
- ريتشارد ويلسون على موقع قاعدة بيانات برودواي على الإنترنت (الإنجليزية)
- ريتشارد ويلسون على موقع قاعدة بيانات الأفلام السويدية (السويدية)
- ريتشارد ويلسون على موقع ديسكوغز (الإنجليزية)
- ريتشارد ويلسون على موقع قاعدة بيانات الفيلم (الإنجليزية)
- ريتشارد ويلسون على موقع كينوبويسك (الروسية)